# Tonia
Tonia, nacida Arlette Antoine Dominicus (Anderlecht, 25 de julio de 1947) es una cantante belga conocida por haber representado a su país en el Festival de la Canción de Eurovisión 1966 que se realizó en Luxemburgo

## Inicios profesionales
Tonia lanzó su primer sencillo "Mon p'tit copain de vacances", en 1963. Hizo versiones en francés y neerlandés de varias canciones populares alemanas.

## Festival de la Canción de Eurovisión 1966
Fue la vencedora de la final belga para participar en el Festival de la Canción de Eurovisión de 1966 com el tema  "Un peu de poivre, un peu de sel" ("Un poco de pimienta, un poco de sal") que fue escogida por votación a través de correo. El 5 de marzo de 1966 representó a Bélgica en el Festival de la Canción de Eurovisión de 1966.  "Un peu de poivre, un peu de sel" terminó en cuarto lugar, entre 18 canciones, la mejor clasificación belga que solo sería superada en el 1978.  En 1968, Tonia volvería a participar en la selección belga para el Festival de la Canción de Eurovisión 1968 con la canción "Il y avait", pero obtuvo el segundo lugar.
En 1973, participó en la final alemana para el Festival de la Canción de Eurovisión 1973 con dos canciones, pero su canción "Sebastian" quedó a un punto de la canción vencedora "Junger Tag" interpretada por Gitte Hænning. Su otra canción "Mir gefällt diese Welt", terminaría en 7º lugar en esa final.

## Carrera posterior
Tras su participación en el Festival de la Canción de Eurovisión 1966, Tonia lanzó su carrera en el mercado alemán, donde gozó de cierto éxito durante varios años. A partir de la década de 1970, los lanzamientos de discos se volvieron más esporádicos. En sus últimos discos datan de inicios de los años 1980, si bien se lanzó una recopilación en 1990.
Tonia se ha casado dos veces, con Albert Mertens y con Paul Bourdiaudhy.

## Discografía
Singles
- 1963 "Mon p'tit copain de vacances"
- 1963 "Avant de t'embrasser"
- 1963 "L'école est finie"
- 1963 "Trois mousquetaires"
- 1964 "La fin d'un amour n'est pas un drame"
- 1964 "Pour mon anniversaire je voudrais un beatle"
- 1965 "Wie heeft"
- 1965 "Ce n'est pas loin, domani"
- 1965 "Toujours les beaux jours"
- 1965 "Ist denn alles aus?"
- 1966 "Un peu de poivre, un peu de sel"
- 1966 "Un grand bateau"
- 1966 "Vorbei sind die Tränen"
- 1967 "Un tout petit pantin"
- 1967 "Joli petit poisson"
- 1967 "Der Gedanke an Dich"
- 1967 "Bonsoir, Chéri"
- 1968 "Karussell"
- 1968 "Weiter, immer weiter"
- 1969 "Texascowboypferdesattelverkäuferin"
- 1969 "Wenn die Nachtigall singt"
- 1971 "Ich will leben nur mit Dir"
- 1972 "Ein grünes Kleeblatt"
- 1973 "Sebastian"
- 1974 "Iedere Nacht is..."
- 1976 "Jahrmarkt der Eitelkeit"
- 1977 "Schönes Theater"
- 1980 "Warum rufst Du mich nicht an?"
- 1982 "Ich will nach Afrika"

Álbumes
- 1981 This Is My Day
- 1990 Les plus grand succès de Tonia